# Проєкт «Вестфорд»

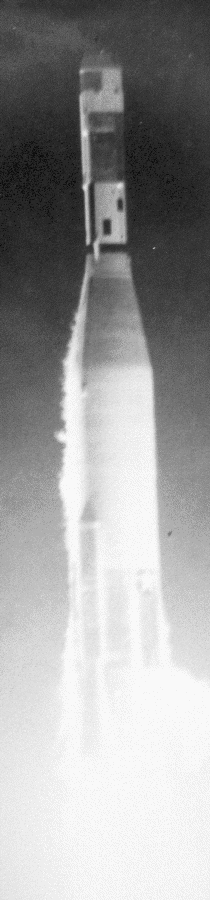
Старт першого супутника проєкту

Проєкт «Вестфорд» (англ. Project West Ford, також Westford Needles або Project Needles — Вестфордські голки, або Проєкт Голки) — експеримент, здійснений у 1961—1963 роках лабораторією Лінкольна Массачусетського технологічного інституту за замовленням Міністерства оборони США в інтересах Збройних сил для забезпечення більш надійної системи військового зв'язку.

## Практична необхідність

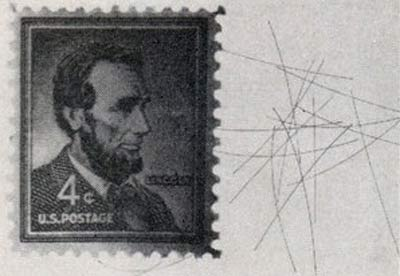
Голки в порівнянні з поштовою маркою

У 1950-ті роки основним засобом зв'язку у військових з віддаленими об'єктами були радіохвилі, що відбиваються від іоносфери Землі. Щоб цей тип зв'язку був надійним, американці планували створити навколо Землі штучну іоносферу і вивели на середню навколоземну орбіту трьома супутниками 480 мільйонів мідних голок .

## Запуски
Супутники були виведені на орбіту ракетою-носієм «Атлас-Аджена»:
- Westford 1 — запущений 21 жовтня 1961 року,
- Westford-Drag — запущений 9 квітня 1962 року,
- Westford 2 — запущений 9 травня 1963 року.

Всі три виводилися на орбіту носієм Atlas-LV3 Agena-B зі стартового майданчика Va LC-1-2 біля Point Arguello.

## Технічний опис
Кожна з голок була дипольною мікроантеною і мала 1,78 см в довжину і 25,4 мкм (запуск 1961 року) і 17,8 мкм (запуск 1963 року) в діаметрі. Перша спроба закінчилася невдачею — кільця з голок не вийшло. Третя спроба виявилася успішною: голки утворили величезну хмару, яка сформувала навколо Землі тороподібне кільце. Голки були розміщені в навколоземній орбіті на висоті між 3500 і 3800 кілометра. Перший сеанс радіозв'язку через штучну мідну хмару відбувся вже на четвертий день після запуску між передавальною антеною, встановленої в Каліфорнії, а приймальні — в Массачусетсі.

## Реакція у світі
Думки світового співтовариства щодо цього проєкту розділилися — американці змогли переконати багато країн в безпеці цього експерименту, багато в чому завдяки виступу в ООН представника США Едлая Стівенсона, який захищав проєкт. Але проти нього виступили, зокрема, Британське королівське астрономічне товариство і Радянський Союз. В газеті «Правда» була опублікована стаття проти цього проєкту з заголовком «США засмічують космос». Також з відповідною заявою виступило ТАРС.

## Завершення проєкту
Справжні причини невідомі, але проєкт закрили в тому ж 1963 році. Згідно з розрахунками американців, мідним голкам знадобилося близько 10 років, щоб повернутися на Землю. Але деяка їх частина так і залишилася літати на орбіті , ставши складовою частиною космічного сміття.